# شهرستان نصاب
ناحیهٔ نصاب (به عربی: مدیریة نصاب) یک ناحیه در یمن است که در استان شبوه واقع شده‌است.
ناحیهٔ نصاب ۴۲٬۰۵۰ نفر جمعیت دارد.